# 格林柯爾
格林柯爾由顧雛軍成立，主要業務是生產製冷劑。
2001年，顧雛軍私人持有的順德格林柯爾企業發展有限公司收購科龍電器20.6%的股權。其後格林柯爾先後接手吉林吉諾爾冰箱廠和上海上菱冰箱生產線。2002年，順德格林柯爾以2.07億元人民幣向美菱集團收購美菱電器20.03%的股權。2003年12月，顧雛軍新成立的揚州格林柯爾創業投資有限公司以4.18億元人民幣，向江苏亚星客车集团有限公司收購揚州亞星客車60.67%的股權。
2005年，海信集團收購格林柯爾持有的26.43%科龍電器股權。而美菱電器則被轉讓予長虹。

## 格林柯爾科技
格林柯爾科技控股有限公司（前港交所上市編號：8056）由顧雛軍於1997年成立，格林柯爾科技於2000年7月於香港創業板上市，籌得資金7000萬美元。
2007年5月18日，格林柯爾從香港交易所除牌。

## 外部連結
- 格林柯爾科技招股章程[永久]